# أليسون أرنغريم
أليسون مارجريت أرنغريم (ولدت في 18 يناير 1962) هي ممثلة ومؤلفة كندية أمريكية. بدأت مسيرتها التلفزيونية في سن الثانية عشرة ، اشتهرت بدورها في المسلسل التلفزيوني من NBC بيت صغير على المرج 1974 إلى 1981.

## الأعمال
| عام       | عنوان                                                     | وظيفة                  | ملاحظات                                         |
| --------- | --------------------------------------------------------- | ---------------------- | ----------------------------------------------- |
| 1974      | تخلص من المرساة!                                          | ستيفي                  | فيلم روائي                                      |
| 1974-1982 | منزل صغير على المرج                                       | نيللي أوليسون          | الدور العادي (104 حلقة)                         |
| 1981      | قارب الحب                                                 | بيكي دانيلز            | الحلقة: توني وجولي / أسرة منفصلة / حبيبة أمريكا |
| 1981      | جزيرة الخيال                                              | ليزا بليك              | الحلقة: "طفل إليزابيث / الفنانة والسيدة"        |
| 1983      | تزوجت وايت إيرب                                           | ايمي                   | فيلم تلفزيوني                                   |
| 1986      | فيديو فالنتينو                                            | تريكسي                 | فيلم قصير                                       |
| 2000      | من أجل حب مايو                                            | جود                    | فيلم قصير                                       |
| 2002      | The Last Place on Earth                                   | توست الحزب             | فيلم روائي                                      |
| 2007      | صفقة لو                                                   | إديث                   | فيلم روائي                                      |
| 2009      | اجعل عيد الميلاد مثلي الجنس                               | هيذر مانكوسو           | فيلم روائي                                      |
| 2009      | The Bilderberg Club: Meet the Shadow One World Government | الدكتورة سامانثا كلاين | فيلم قصير                                       |
| 2012      | ليفين الحلم                                               | ديبي سويت              | فيلم قصير                                       |
| 2015      | عودة الاطفال                                              | نفسها                  | الحلقة: "Child Star Support Group: Part 2"      |
| 2015      | وكالة المواهب CPR                                         | نفسها                  | حلقة تجريبية تلفزيونية                          |
| 2015      | الحياة توقفت                                              | حليف هيوز              | فيلم تلفزيوني                                   |
| 2016      | صندوق ميفيستو                                             | ليزا                   | ما قبل الإنتاج                                  |

## روابط خارجية
- [http://www.imdb.com/name/nm0036274/ Alison Arngrim

] في قاعدة بيانات الأفلام على الإنترنت
- الموقع الرسمي (بالفرنسية)